# 山口晃 (俳優)
山口 晃（やまぐち あきら、1953年8月5日 - ）は、埼玉県出身の俳優、声優、演出家。身長161cm。体重59kg。血液型はO型。埼玉県立浦和西高等学校、桐朋学園大学短期大学部芸術科演劇コース卒。劇団青年座所属。演出家としては山口 あきらで活動している。

## 出演

### テレビドラマ
- 花王愛の劇場
  - 浮雲（1976年）
  - お見合いの達人（1994年） - 佐々木
- 西遊記 第1話「石猿誕生す」（1978年）
- ポーラテレビ小説 / おりん（1979年）
- おれたち夏希と甲子園（1982年） - 松浦貴美久
- 土曜ワイド劇場 / 考古学者シリーズ 第4作（1985年）
- 東映不思議コメディーシリーズ
  - 勝手に!カミタマン（1985年）
    - 第19話「長寿庵の中華三兄弟」 - おまわりさん
    - 第30話「タクアンの西海岸物語」 - おしんこの声

  - 美少女仮面ポワトリン 第13話「秘密のニセ札工場」（1990年）
  - 有言実行三姉妹シュシュトリアン 第7話「誰かがあなたを愛してる」（1993年） - 教師
- 愛に燃える戦国の女（1988年）
- さかなでバーのクリスマス（1989年）
- 新春時代劇スペシャル・柳生十兵衛（1990年）
- 腕におぼえあり 第3シリーズ 第5話「陰謀」（1993年）
- 櫂（1999年）
- 月曜ゴールデン / 浅見光彦シリーズ 第24作「漂泊の楽人」（2007年）
- 相棒 season12（2013年11月27日） - 岡英彦
- 女はそれを許さない（2014年）
- "青の時代"名曲ドラマシリーズ 「モーニング娘。“LOVEマシーン”」（2017年）

### 映画
- 高原に列車が走った（1984年）

### 舞台
- テンペスト（1988年）
- から騒ぎ（1993年）
- MOTHER（1994年 - 1998年） - 安土兵助 役
- 新任署長は正義漢（1995年）
- 妻と社長と九ちゃん（2005年） - 亀山正光 役
- 評決 - 昭和三年の陪審裁判（2006年） - 坂本 役
- 赤シャツ（2012年）
- あゆみ（2014年）
- からゆきさん
- 評決
- マクベス

### CM
- ブルドックソース
- 桃屋

### 吹き替え
- スターゲイト SG-1